# Святогорово
Святогорово — деревня в Дмитровском районе Московской области, в составе сельского поселения Якотское. Население — 1 чел. (2010). До 2006 года Святогорово входило в состав Якотского сельского округа.
Деревня входила в состав Озерецкой волости Дмитровского уезда Московской губернии. В 1918 году недолго становится центром Святогоровского сельсовета, который потом вошёл в состав Думинского.

## Расположение
Деревня расположена в северо-восточной части района, на границе с Сергиево-Посадским, примерно в 17 км к северо-востоку от Дмитрова, на левом берегу реки Вели (левый приток Дубны). Высота центра над уровнем моря 162 м. 
Ближайшие населённые пункты деревни Думино, Горбово находятся на этом же берегу реки Веля. На юго-западе, на северо-востоке — деревня Ивнягово, урочище Горошково, на востоке — деревня Соснино, они относятся к Сергиево-Посадскому району, на противоположном берегу реки.
В непосредственной близости от деревни расположены дачи СНТ: «Веля», «Вита», «Думино», «Иволга», «Лесная поляна-3», «Мичуринец», «Простор», «Радуга-1», «Рассвет», «Дмитровское», «Соколово» и др.
Возле Святогорово расположено подворье Дмитровского Борисоглебского монастыря.

## История

### Ранняя история
Деревня Святогорово имеет более чем семивековую историю. В наше время ещё до войны здесь было более 65 дворов, в пятидесятые годы уже только 26, а к 82-му году сохранилось всего 14 уже покосившихся домов. На сегодня из старых осталось лишь три дома. Трудно поверить, что ещё до войны по речке Веля сплавляли лес, и повсеместно ловили раков и разнообразную рыбу. В каждой деревне был свой колхоз, а ещё ранее несколько веков назад крутые берега реки Веля не дали войскам неприятеля пройти на Суздаль и на реке Веля состоялось великое стояние войск Суздальцев и неприятеля.
По писцовым книгам 1627 года упоминается пустошь Святогорово, бывшее сельцо Инобажского стана (по речке Инобаж) Дмитровского уезда, также Стогово. Святогорово, Думино, Плетенево относились к вотчине Троице-Сергиевого монастыря. После секуляризационной реформы 1764 года относится к государственной Коллегии экономии и входит в образованную Озерецкую экономическую волость.
По реке Веле ходили лодки с войсками при войнах северных князей с южными (напр., 1181 г.). Они, по-видимому, ехали по Дубне, потом по Веле, затем по речке Инбушке в реку Ворю, впадавшую в Клязьму, на которой стояли города Владимир, Суздаль (на притоке Клязьмы). На реке Воря были находимы также городища, то есть остатки земляных городков-укреплений. В конце XVI века в Жестылёве был зарыт клад в виде небольшого кувшинчика, наполненного серебряными монетами того времени.
По данным ревизских сказок в Святогорово в 1811 году числилось  83 мужчины. В 1834 году — 99 мужчин, 111 женщина (210 человек). В 1859 году в 29 дворах проживало 80 мужчин, 100 женщин (180 человек).
На самой реке Якоти было очень мало селений. Грамоты XV-XVI веков упоминают лишь реку Якоть, главным образом, луга на ней, бывшие в большей свей части во владении царей, ибо сами цари Московские имели большое хозяйство. В этих луговых местах часть не было постоянных поселков, а сено снималось «наездом», то есть крестьяне сгонялись сюда только на время покоса. Па таких сенных местах ставились часто церкви, "погосты «. Первое упоминание о селении Якоть связано именно с погостом на государевой земле».
На 1926 год согласно Всесоюзной переписи в Святогорово проживало 109 мужчин и 103 женщины (212 человек) в 39 хозяйствах.

### Современная история
Современная туристская история деревни Святогорово началась почти тридцать лет назад, в 1978 году. Группа единомышленников во время сплава на байдарках по реке Веля наткнулись на глухую заброшенную деревушку с заколоченными окнами в домах. Название той деревни было Святогорово. Старожилы деревни рассказывали, что ранее деревню облюбовали альпинисты. На крутых склонах реки Веля они расчищали горнолыжные трассы а на чердаке одного из домов нашли части планера. Редкая по красоте местность этого уголка подмосковной «тайги» многие годы привлекала ученых, художников, фотографов и туристов. В 80-е годы этот район облюбовали ориентировщики и туристы. Ежегодно здесь проводились соревнования, школы, турслеты и туристские посиделки. Несколько поколений туристов — лидеров Российского туризма прошли лесными тропами через деревню Святогорово.

## Достопримечательности

### Архитектура

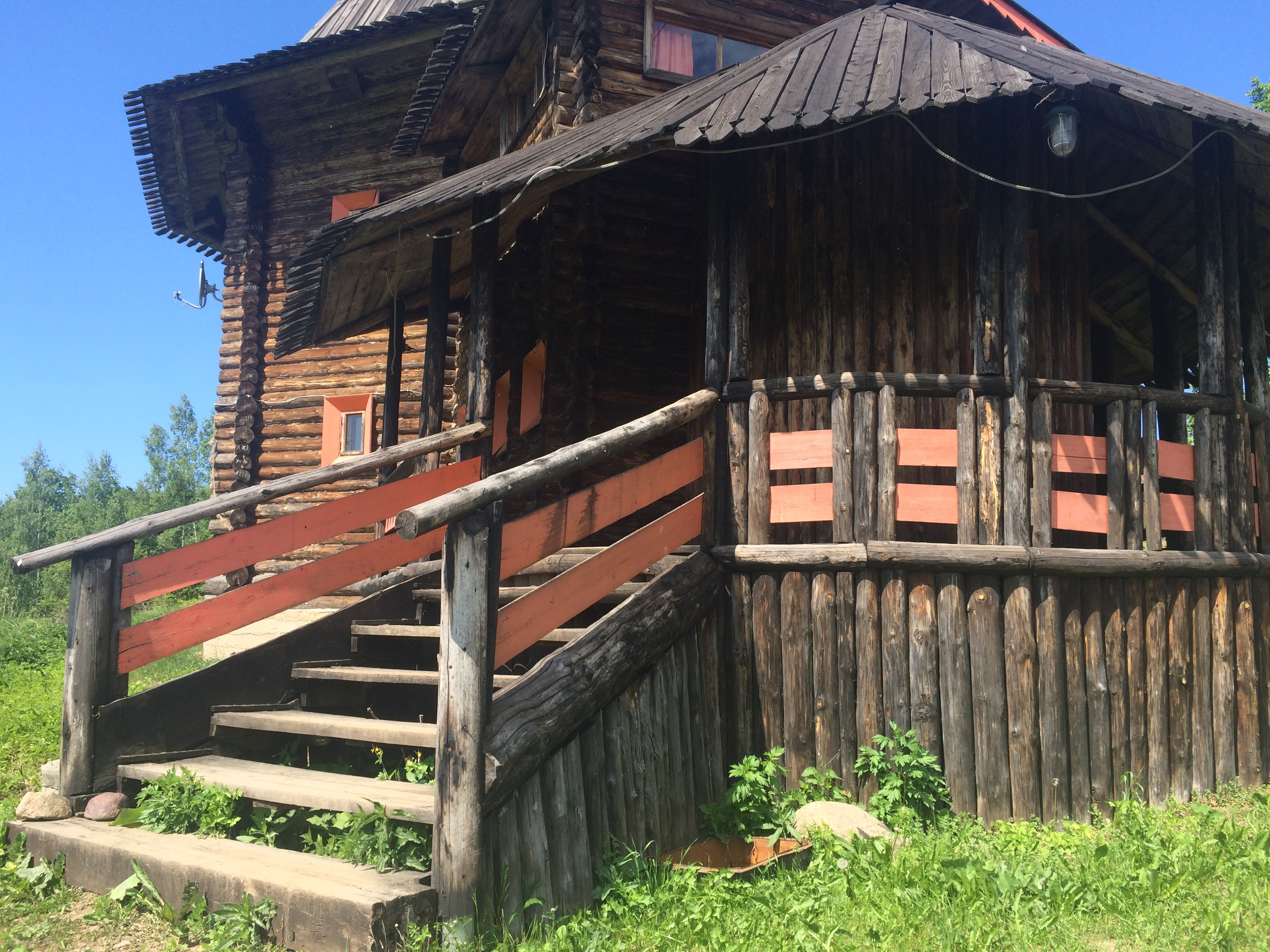
Крыльцо хором

В деревне Святогорово воссоздан уникальный комплекс, построенный с соблюдением национальных русских традиций XII—XIII века. Такие дома и усадьбы можно встретить только в музеях деревянного зодчества под открытым небом — в Кижах, в Малых Корелах под Архангельском, в Хохловке под Пермью, в Суздале и в… Подмосковье.
Менее чем в 20 минутах ходьбы от часовни Святителя Николая, в поле на главенствующей высоте 220 метров над уровнем моря, на месте древней паломнической тропы возведен Крест в память о преподобном Сергии Радонежском. На кресте славянской вязью вырезан текст «Поклонись древней Земле предков наших, помяни их в молитвах своих». Высота креста более 11 метров, вес деревянной части более 1,5 тонн.

### Храмовый комплекс

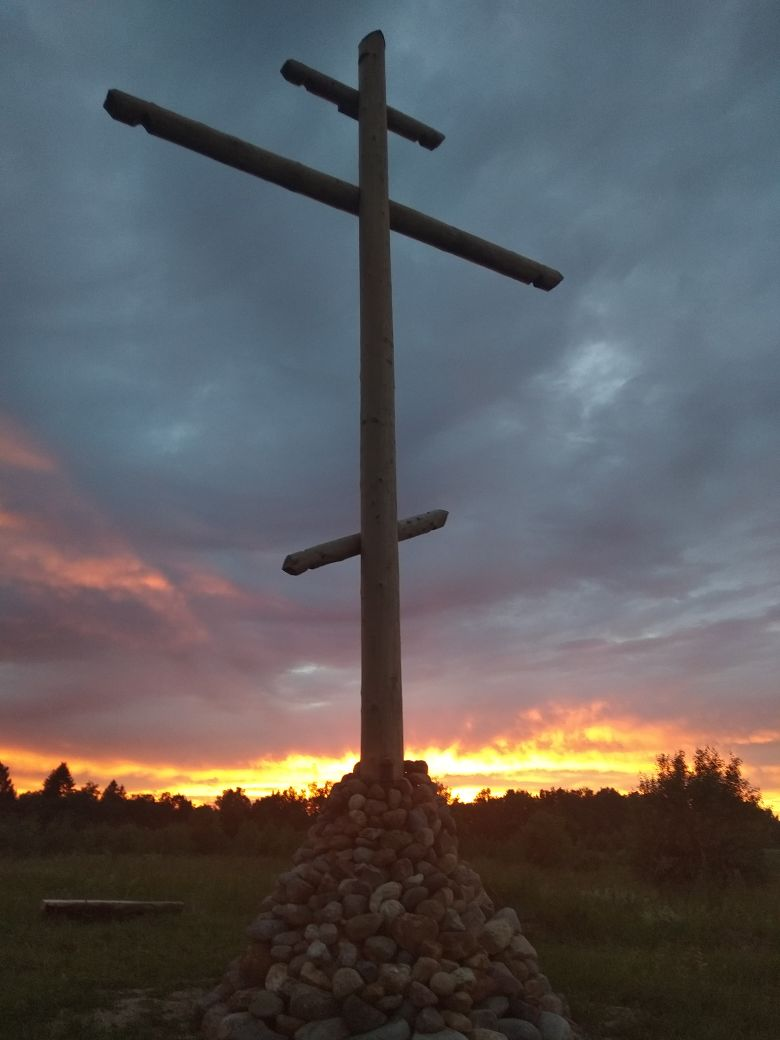
Крест в память о преподобном Сергии Радонежском

Рядом со старинной деревней Святогорово, на границе Дмитровского и Сергиев-Посадского районов находится подворье Борисоглебского мужского монастыря.
Часовня Святителя Николая и святой источник. Севернее Святогорово на урочище Лебедево располагается ключ имени Сергия Радонежского.
Святой источник расположен у западной окраины деревни Святогорово, в овраге небольшого ручья, левого притока реки Вели. Часовня построена на ключах в 1998 году на средства приюта «Святогорово». Освящена настоятелем Дмитровского Борисоглебского монастыря.
Родниковая вода поступает в часовню по двум дубовым желобам,  из двух различных по вкусу источников. Зимой в морозную погоду от деревянных желобов по стенам тянутся красивые узоры инея. Несмотря на отсутствие двери и остекления окон, при любой метели в часовню практически не заметает снег, благодаря широким полицам.
Часовня на источнике в деревне Святогорово освящена в 1998 году в честь Святителя Николая (Святого Николая, святого Николая Чудотворца).
Также в окрестностях деревни расположен Поклонный крест на другом святом источнике, возведенный и освящённый в честь Святого Ильи Пророка.

## Население
| 2002 | 2006 | 2010 |
| ---- | ---- | ---- |
| 0    | →0   | ↗1   |

## Транспорт
Между ближайшей деревней Думино и Святогорово существует только лесная грунтовая дорога, ныне доступная практически в любое время года для легкового транспорта. В сильные снегопады возможны сложности с проездом, связанные с рельефом: дорога проходит по холмистой местности. Грунтовку регулярно чистят и равняют.  От конца асфальтированной дороги в Думино до д. Святогорово - примерно 2 км.

## Природа и экология

### Река Веля

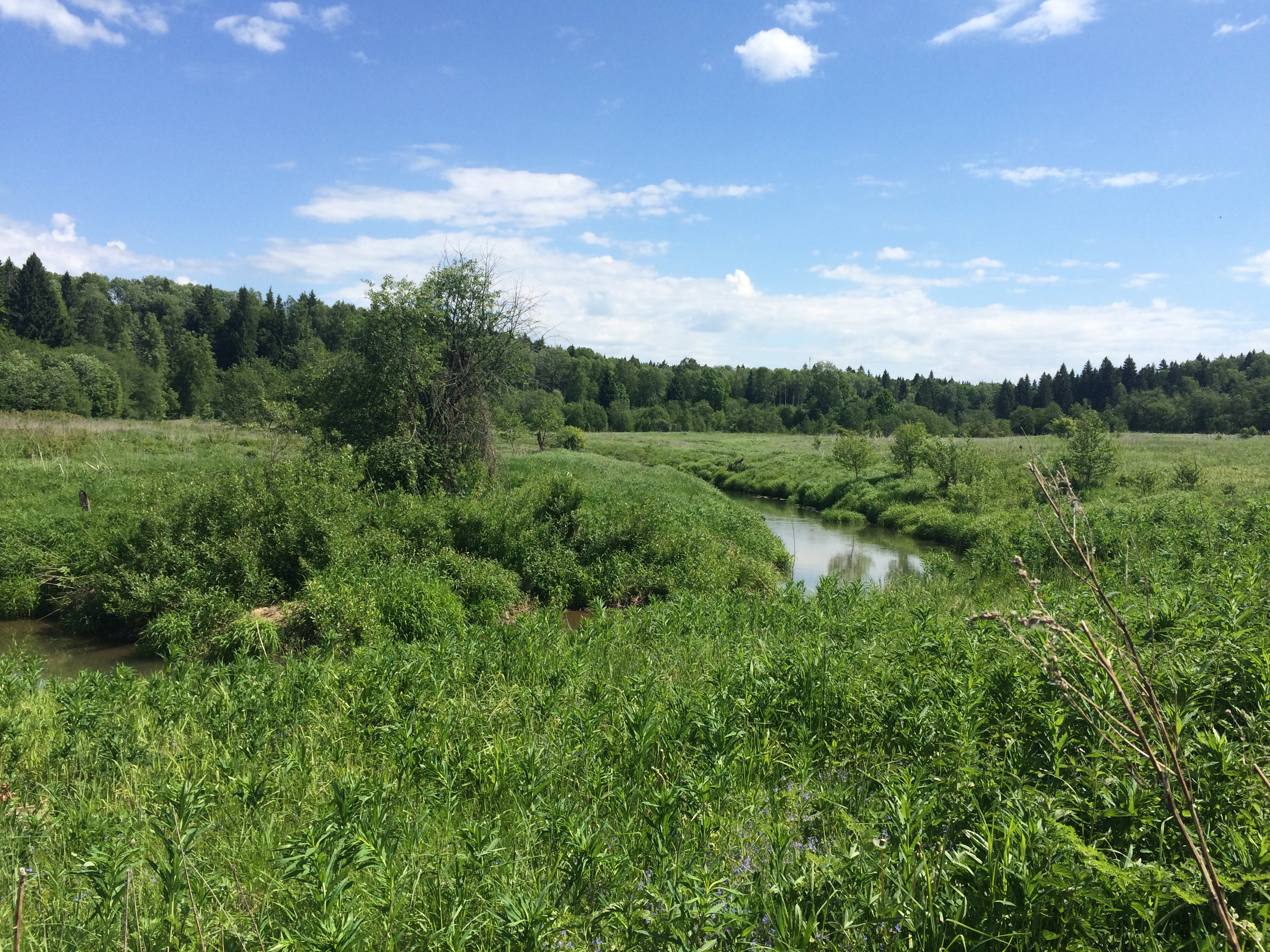
Река Веля

Река Веля извивается меж высоких моренных холмов Клинско-Дмитровской гряды. Уже в её названии поразительная гармония между изысканностью имени (княжна Веля) и необыкновенной красотой самой реки Вели и её окрестностей.
Река Веля — это левый приток Дубны. Длина реки Вели около 60 км. В реку Велю впадают речки Имбушка и Пульмеша. Главная особенность этой реки — чистая родниковая вода. Её можно пить, и у стоящих на ней деревень немного колодцев — местные жители охотно употребляют эту воду, что уникально для сегодняшнего Подмосковья.
Счастье реки Вели в том, что она протекает среди холмов Клинско-Дмитровской гряды.
Когда-то эти благодатные места в окрестностях реки Вели были густо заселены. Но сейчас от многих деревень вокруг реки Вели остались только названия: урочище Велюшки, урочище Лебедево, урочище Скалепово , урочище Шарапово, урочище Зельниково …
Поэтому обширные места в окрестностях Вели предстают перед путешественником в первозданном виде нетронутой русской природы.
Житель Святогорово Евгений Иванович Востоков (1913-2002), художник, заслуженный деятель искусств России, профессор и генерал, назвал эти места «Заповедником Русского Пейзажа».
Сотрудники кафедры гидробиологии МГУ обследовали р. Веля в июне 2018 г: измерение качества вод верхнего течения реки Вели методами биоиндикации (основанными на качественных и количественных характеристиках фауны донных беспозвоночных) показало следующие результаты:
1.            Биотический индекс Вудивисса имеет значение 10, что соответствует воде высшего качества.
2.            Индекс сапробности Пантле-Букка, наиболее широко применяемый метод, используемый и в Гидрометеослужбе РФ, дает значение 1.5, что соответствует границе олигосапробных (наиболее чистые природные воды) и бета-мезосапробных (умеренно загрязненные) вод. Очевидно, для рек рассматриваемого региона это практически максимально возможное значение, соответствующее высокому качеству воды (чище только некоторые родниковые водоемы).

### Биоразнообразие
Долина р. Веля изрезана многочисленными оврагами, лесные участки перемежаются пойменными луговинами и обрывистыми склонами. Труднодоступность и пересеченность рельефа обеспечивают богатейшее разнообразие флоры и фауны этих мест. Клинско-Дмитровская гряда с её моренными отложениями добавляет разнообразия ландшафту — так, на одном берегу почва может быть глинистая, а на другом обрыв будет песчаным, следовательно, флора и фауна одного и другого берега будет разной.
Таким образом, на небольшой, ненарушенной анторопогенными факторами территории можно наблюдать большое разнообразие биоценозов: дубравы на холмах, ельники-кисличники, сосняки-черничники и брусничники, ландышевые сосняки, смешанные леса с орляком, пойменные разнотравные луговины, луга на холмах и разными типами почв, овраги, поросшие страусником и лунарией (Красная книга МО) верховые и низовые болота, участки зарастающих вырубок разного возраста — дают пристанище огромному числу зверей и птиц. На верховых болотах растет и плодоносит морошка. (Красная книга МО)
Орнитологи отмечают в местных лесах несколько видов дятлов, в том числе зелёного дятла (Красная книга МО), многочисленна желна, встречается вертишейка. На р. Веля отмечены встречи зимородка. (Красная книга МО)
Хищные птицы также оценили близость открытых луговин с удобными недоступными местами для гнездовий. Здесь встречается несколько видов сов, в том числе длиннохвостая неясыть.(Красная книга МО) Рассказы о громких ночных криках сов заставляют предположить обитание бородатой неясыти или филина.
Список дневных хищников насчитывает несколько видов соколов, коршуна, осоеда и два-три вида луней. (Красная книга МО) Многочисленны ястреба-тетеревятники и перепелятники, канюки.
В лесах можно встретить тетеревов, а весной с лугов и опушек до сих пор слышны тетеревиные тока. Рябчик типичен. Вяхири осенью образуют небольшие стаи до 7-10 особей.
В ельниках часто слышны крики кедровки. (Красная книга МО)
Охотники добывают здесь вальдшнепов, многочислен бекас, перевозчик и черныш. Близость возделываемых полей и труднодоступных болот не исключают возможность гнездований серого журавля.
Когда-то полноводная, Веля оставила множество небольших стариц, по берегам которых гнездятся разнообразные утки. В лугах летом слышны крики перепела и коростеля.
Для этих мест типичен кабан, лось, бобр и барсук. Встречается пятнистый олень и косуля (малочисленны) Отмечены следы енотовидной собаки. Из куньих охотники отмечают редкие встречи с куницей, норкой и выдрой. (Красная книга МО) Горностай малочислен. Хорь и ласка типичны даже около деревень. Зарастающие старые вырубки и поляны дают корм зайцам и многочисленным певчим птицам. Лисьи норы в оврагах — не редкость. Множество старых дуплистых осин по оврагам, а также дубы и липы обеспечивают зимовкой летучих мышей.
Обыкновенный тритон и зелёная жаба — редкие охраняемые виды земноводных здешних мест.
Удивительно, но местные жители не помнят встреч с гадюками, отмечены ужи и множество ящериц.
Из рыб, пожалуй, самый интересный обитатель — ручьевая минога (Красная Книга МО, Международная Красная книга) — реликтовый вид, индикатор чистоты воды. Нерестится в р. Веля.
Также в  р. Веля обитает судак, щука, окунь, плотва, подлещик, гольян и верхоплавка.
Повелье — богатейший по разнообразию биоценозов край, сердце Клинско-Дмитровской гряды. Пожалуй, это один из последних нетронутых уголков в такой близости от мегаполисов.
Вдоль безымянного ручья – левого притока
Вели, протекающего через д. Святогорово, и его правого отвершка проходит лесной биокоридор шириной 400–500 м и длиной около 3 км, который связывает между собой крупные лесные массивы, представляющие в силу нетипичных для севера области больших размеров, значительную экологическую ценность. Он отмечен на Генеральном плане сельского поселения Якотское как планируемая к организации ООПТ областного значения «пространственный экологический коридор между государственными природными заказниками «Еловые и сосновые леса Вербилковского лесничества» и «Нелидово- Балабановская лесная дача». Коридор имеет экологическую значимость регионального масштаба: любые препятствия для миграции животных вдоль него будут причиной изоляции крупных популяций и сокращения их жизнеспособности.

### Экология
В июле-августе 2018г в окрестностях д. Святогорово Природоохранным фондом "Верховье" проведено экологическое обследование. Территория оценена как уникальная по сохранности и обилию редких видов флоры и фауны. Отмечено 39 видов растений, животных и грибов, занесенных в Красную Книгу Московской области и ее Приложения. Два из них входят в список видов Красной книги России и Международной Красной книги. Рекомендовано включить окрестности д. Святоговоро в состав  особо охраняемой природной территории (ООПТ) регионального значения. 
Рекомендуемая категория ООПТ – природно-исторический комплекс "Святогорье".

## Культурное и экономическое значение

### Археология
Особый интерес представляют памятники археологии. В окрестностях деревни Святогорово собрано значительное число хорошо сохранившихся археологических артефактов, среди которых, по мнению специалистов, представлены украшения женского восточнославянского костюма: привески-амулеты, пластинчатый бронзовый браслет, стеклянные бусы с зооморфными привесками. Подобные привески и украшения получили широкое применение среди финно-угорских и балтских племён и впоследствии были заимствованы славянскими племенами. Данные предметы играли роль непросто украшений, но в значительной степени амулетов-оберегов, имеющих магический смысл.
По стилистике украшения можно отнести их к мордовскому (финно-угорскому) компоненту, что подтверждается и историческими фактами их пребывания на этих территориях.
В целом, найденный комплекс археологических предметов характерен для мест проживания восточных славян с финно-угорским субстратом и может быть датирован X–XIII веками.

### Туризм

#### Туристский-спортивный приют
Уникальные особенности Приюта состоят в том, что человек может реально прикоснуться к древнерусскому деревянному зодчеству, воссозданному в деревне Святогорово, почувствовать колорит Русского быта тех лет, уединиться от городской суеты, испить святую воду родника в Часовне, попариться в русской бане.
Приют используется для проведения отдыха на природе, организации русских праздников, Нового Года и деловых встреч.

#### Туристические маршруты
1. Лыжный, протяженностью 46 километров: пл. 62 км окр. ж\д — Озерецкое — Башлаево — Святогорово — Тарбеево — Костромино — Лазарево — пл. Семхоз (рук. Зибров А. С., Шаргородский М. Б.).
2. Лыжный, протяженностью 47 километров: пл. 62 км окр. ж\д — Озерецкое — Башлаево — Святогорово — Горошково — Соснино — Алферьево — Сабурово — пл. Семхоз (рук. Зибров А. С.)[22].

#### Детский православный лагерь «Святогорово»
Детский православный лагерь «Святогорово». На подворье Дмитровского Борисоглебского мужского монастыря проходит смена детского православного лагеря «Святогорово». Участниками лагеря являются учащиеся воскресной школы обители. Каждый день в лагере дети начинают и заканчивают молитвенным правилом. В течение дня они несли трудовые послушания. организовываются соревнования, устраиваются подвижные игры, походы и экскурсии. Преподаватели воскресной школы проводят ежедневные духовные и тематические беседы. Главной задачей лагеря является научить детей жить вместе, общей семьей и одними интересами.

## Экономика и бизнес

### Пасека
В Дмитровском районе Подмосковья рядом с деревней Святогорово расположена пасека сельскохозяйственного предприятия «Раздолье». Пасека насчитывает более 70 пчелосемей и оснащена современными экологичными ульями, которые обеспечивают защиту насекомых от наших непростых климатических условий и различных болезней. Подготовлен участок в 19 гектаров, где высажены многолетние медоносные травы для получения высококачественного урожая. Уже во время открытия пасеки в августе 2017 года было собрано 200 килограммов меда, а планы до конца года составили до 1,2 тысячи килограммов меда.

## Святогорово и живопись
Востоков Евгений Иванович 20.03.1913 — 2002
Живописец. Заслуженный деятель искусств РСФСР. Ученик профессоров живописи И.Бродского и С.Зайденберга. Член Союза художников СССР. Боевой генерал, неоднократно раненый, прошедший многотрудные дороги Великой Отечественной войны начиная с политрука стрелковой роты на Брянском фронте и завершая её в звании майора вместе с войсками Первого Украинского фронта в 1945 г. в Берлине. В послевоенный период руководил Домом офицера советских войск в Вене и знаменитым Центральным музеем Вооруженных сил. Более 22-х лет руководил Отделом культуры Главного Политического Управления Советской армии и Военно-морского флота. Участник региональных и московских выставок, его произведения экспонировались почти в 40 музеях страны и неоднократно представлялись на выставках во Франции, Японии, Корее, Германии, Чехии. Сочинения: Его перу принадлежат монография о военных художниках Студии им. М. Б. Грекова, учебники по истории изобразительного искусства и его значении в воспитательном творчестве военного педагога, а также десятки публикаций по проблемам искусства в периодической печати.

## Уроженцы
- Белова, Зоя Васильевна (1927—2015) — советская и российская театральная актриса и актриса кино, Народная артистка РСФСР.